# Slo-Mo-Tion
Singles de Marilyn Manson
No Reflection
(2012)
Slo-Mo-Tion est une chanson Rock industriel réalisé par le groupe américain Marilyn Manson.
Cooking Vinyl a publié le deuxième single de l'album, en tant que successeur de «No Reflection» et «Overneath the Path of Misery». Quelques mois plus tard est sortie la version EP, avec un total de six versions différentes.

## Liste des titres
1.- Slo-Mo-Tion
2.- Slo-Mo-Tion (Radio Edit)